# Alexander Metzger (Bobfahrer)
Alexander Metzger (* 22. Februar 1973 in Rudolstadt) ist ein deutscher Bobfahrer.
Metzger ist Sportsoldat der Bundeswehr und tritt für den BSC Winterberg an. Die Anschieber ist seit 1997 im Bobsport aktiv. Der Kleinmachnower trat zunächst im Bob von Christoph Langen an, mit dem er 2001 Weltmeister im Viererbob wurde und damit seinen größten Erfolg feiern konnte. Nach Langens Karriereende wechselte er in den Bob von René Spies. Nachdem Spies 2007 seine Karriere beendet hatte, wechselte er ins Team von André Lange. Bei den Olympischen Spielen 2006 von Turin belegte er im Viererbob-Wettbewerb im Bob von René Spies den fünften Rang. Bei Europameisterschaften wurde er 2001 Zweiter, 2003 Dritter und 2006 Fünfter, jeweils im Viererbob. 2006 gewann er mit Spies die deutsche Meisterschaft.